# 세르게이 하리토노프

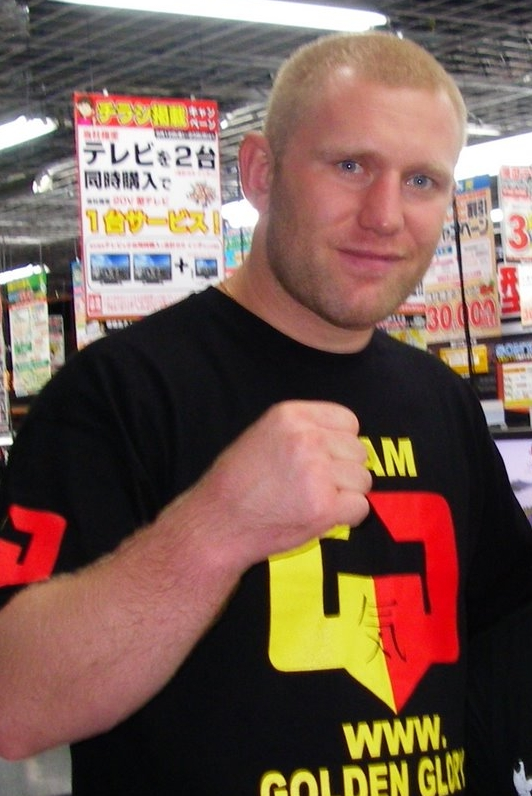

세르게이 하리토노프(Сергей Валерьевич Харитонов, Sergei Kharitonov, 1980년 8월 18일~ )는 러시아의 종합격투기 선수다. 러시아 육군의 공수부대 장교로 선수생활을 할때도 현역으로 복무하였으며, 2011년에 전역하였다. 193cm의 키에 몸무게는 118kg이다. 리치는 193cm, 골든글로리 소속이다. 현재 벨라토르 MMA에서 활동하고 있으나, 최근 경기에서 패배하였다.

## 수상
- 유라시아 컴뱃 삼보 챔피언
- 브릴리언트 2 얄타 2000 챔피언

## 경력
- 2009.04 드림 8 (VS 제프 몬슨)